# 哈特雷1號彗星
哈特雷1號彗星（100P/Hartley）是一顆木星族週期彗星。
2164年4月29日，彗星將經過距離地球0.487天文單位（72,900,000公里；45,300,000英里）的地方。

## 外部連結
- 100P/Hartley 1 （页面存档备份，存于） – Seiichi Yoshida @ aerith.net
- 100P at Kronk's Cometography （页面存档备份，存于）
- NASA JPL小天體瀏覽器上的100P/Hartley 1